# أندرو فيشر (عداء)
أندرو فيشر (بالإنجليزية: Andrew Fisher) (ولد في 15 ديسمبر 1991) عداء بحريني الجنسية جامايكي المولد. بدأ في تمثيل البحرين من عام 2015.
في بطولة أمريكا الوسطى والكاريبي لألعاب القوى 2013 فاز بالميدالية الذهبية في 100 متر مع أفضل رقم شخصي بزمن قدره 10.07 ثانية. في 11 يوليو 2015 خلال لقاء مدريد حقق حطم رقمه الشخصي بزمن قدره 9.94 ثانية. مثل البحرين عندما شارك في كينغستون وتحقيقه زمن قدره 10.07 ثواني في 7 مايو 2016.
تنافس في دورة الألعاب الأولمبية الصيفية 2016 ولكن تم استبعاده من سباق 100 متر خلال الدور قبل النهائي بسبب البداية الخاطئة.

## روابط خارجية
- أندرو فيشر على موقع الاتحاد الدولي لألعاب القوى (الإنجليزية)
- أندرو فيشر على موقع أوليمبيديا (الإنجليزية)